# روز باستور ستوكس
روز باستور ستوكس (بالإنجليزية: Rose Pastor Stokes)‏ (18 يوليو 1879 - 20 يونيو 1933، فرانكفورت في ألمانيا)؛ مؤلِّفة، كاتِبة مسرحية وروائية أمريكية.